# Translatewiki.net
Translatewiki.net is een internetvertaalplatform, aangedreven door de vertaalextensie van MediaWiki, die van MediaWiki een hulpmiddel maakt om teksten te vertalen. Het was in 2013 de op twaalf na grootste wiki in aantal pagina's en er zijn zo'n 16.000 vertalers actief op de wiki. De website bevat meer dan 120.000 teksten voor vertaling van 60 projecten, waaronder ook MediaWiki zelf, waar Wikipedia op draait.